# نخستین خودرو (فیلم)
نخستین خودرو (به انگلیسی: The First Auto) یک فیلم سینمایی صامت سیاه و سفید آمریکایی محصول سال ۱۹۲۷ که دربارهٔ انتقال اسب به اتومبیل در یک خانواده می‌باشد. بازیگران اصلی فیلم چارلز امت مک و پتسی روت میلر هستند. در حالی که این فیلم یک فیلم صامت است، اما دارای یک موسیقی متن فیلم صدا بر روی دیسک ویتافون درا است.

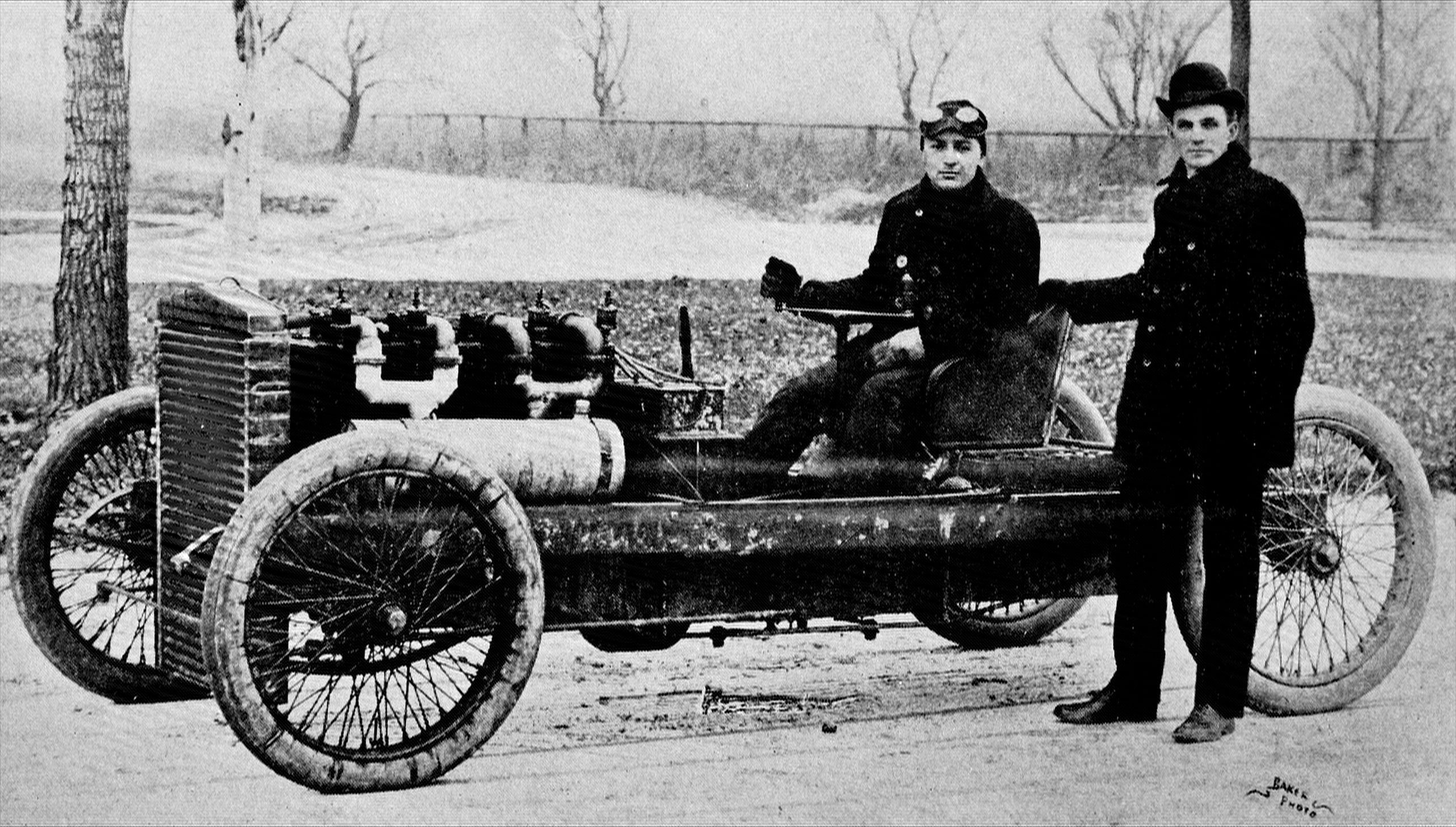
بارنی اولدفیلد و هنری فورد با ماشین مسابقه